# 瘤头蚜属
瘤头蚜属也称锥尾蚜属，是蚜科的一个属。

## 物种
中国大陆、台湾有以下物种：
- 蒿瘤头蚜
- 樱桃瘿瘤头蚜  Monzen, 1927
- 欧李瘤头蚜
- 樱桃卷叶蚜  Chang et Zhong, 1976
- 桃瘤头蚜  Matsumura, 1917
- 樱桃瘤头蚜
- 艾瘤头蚜
- 天目山瘤头蚜
- [4]